# بازخورد

نمایش یک سیستم شامل بازخورد (حلقه بسته)

بازخورد، پسخور یا فیدبک (به انگلیسی: Feedback) یک مفهوم اساسی از نظریه کنترل است که به حلقه‌ای اشاره دارد که خروجی سامانه را به ورودی برمی‌گرداند و ورودی را به نوعی تغییر می‌دهد، درنتیجه بر عملکرد سامانه تأثیر می‌گذارد. به‌طور ساده می‌توان گفت برگرداندن خروج به ورودی سامانه. بازخورد برای کنترل سامانه انجام می‌شود. بسته به اینکه برگشت خروجی به ورودی باعث افزایش ورودی یا کاهش ورودی شود، دو نوع بازخورد مثبت و بازخورد منفی وجود دارد. بازخورد مثبت (برگشت خروجی به ورودی باعث افزایش ورودی می‌شود که درنتیجه باعث افزایش خروجی و دوباره افزایش ورودی و … تا اشباع شدن خروجی، این سلسله افزایش ورودی-خروجی ادامه می‌یابد) باعث ناپایداری می‌شود ولی بازخورد منفی عمدتاً باعث پایداری سامانه می‌شود. وجود بازخورد استدلال مبتنی‌بر علت و معلول را دشوار می‌کند و لازم است سامانه به عنوان یک کل تجزیه و تحلیل شود.

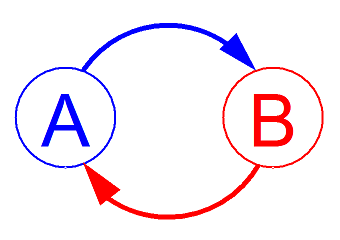
در حلقهٔ بازخورد (حلقهٔ فیدبک)؛ وجود رابطهٔ بازخوردی: هر یک تحت تأثیر دیگری قرار دارد.

## تاریخچه
اولین بار احمد ابن موسی بن شاکر خراسانی یکی از برادران بنوموسی در قرن نهم میلادی در کتاب الحیل خود از حلقه بازخورد برای کنترل چند نوع ماشین مکانیکی استفاده می‌کند.
سازوکارهای خودتنظیمی از دوران باستان وجود داشته است و ایده بازخورد در قرن هجدهم وارد نظریه اقتصادی در بریتانیا شد، اما در آن زمان به عنوان یک انتزاع جهانی شناخته نشد و بنابراین نامی نداشت.

## کاربرد بازخورد
بازخورد به مفهوم بازگرداندن بخشی از خروجی یک سامانه و ترکیب آن با ورودی به منظور کنترل خروجی است. بازخورد در بسیاری از سامانه‌ها، از جمله در سامانه‌های مکانیکی، الکتریکی، بیولوژیکی، حرارتی و برودتی کاربرد دارد و به‌طور کلی بن‌مایهٔ سامانه‌های کنترل در همهٔ زمینه‌هاست؛ مثلاً، استفاده از بازخورد در ماشین بخار به قرن نوزدهم میلادی برمی‌گردد و به‌کارگیری بازخورد در سامانه‌های حرارتی و برودتی با نصب ترموستات، امروزه بسیار متداول است. همچنین در بدن انسان، بازخورد نقش عمده‌ای در تنظیم دما و کنترل ترشح داخلی غدد ایفا می‌کند. به‌طور مثال در هنگام راه رفتن با مشاهدهٔ مسیر پیش رو و با توجه به موانع افراد به اصلاح مسیر حرکت می‌پردازند. در این مثال عابر با استفاده از بازخوردهای چشمی و دیگر بازخوردهای موجود قادر به برداشتن قدم بعدی خود است.

### بازخورد در الکترونیک
در الکترونیک موارد متعددی را از کاربرد بازخورد می‌توان نام برد که از جملهٔ آن‌ها می‌توان به استفاده از مقاومت امیتر در تقویت‌کننده‌های ترانزیستوری یا مقاومت سورس در تقویت‌کننده‌ها اثر میدان اشاره کرد. برای پایداری از بازخورد منفی استفاده می‌شود و از بازخورد مثبت برای ساخت نوسان‌ساز استفاده می‌شود.

#### مزایای بازخورد منفی
- کاهش حساسیت
- کاهش اعوجاج
- کاهش اغتشاش
- افزایش پهنای‌باند

#### انواع بازخورد منفی
- بازخورد ولتاژ-سری
- بازخورد ولتاژ-موازی
- بازخورد جریان-موازی
- بازخورد جریان-سری

### بازخورد در آموزش
تعریفهای مختلفی از بازخورد در آموزش ارائه شده است که می‌توان آنها در دو پارادایم دسته‌بندی کرد.
در پارادایم قدیمی بازخورد از جنس اطلاعات است. هتی و تیمپرلی بازخورد را این‌طور تعریف می‌کنند:
اطلاعاتی که یک واسطه (مثل معلم، سایر دانش آموزان، کتاب، والدین، خود شخص و تجربه) در رابطه با عملکرد یا درک فرد ارائه می‌کند. هدف بازخورد در این تعریف کاهش فاصله بین هدف مد نظر و عملکرد یا طرز فکر فعلی است.
در پارادایم جدید بازخورد تأکید بیشتری روی عمل است نه اطلاعات. بازخورد از اطلاعاتی که به صورت بالقوه مفید است فراتر می‌رود و به شکل فرایندی تعریف می‌شود که رفتار دانش آموز را تغییر می‌دهد. بود و مولی بازخورد را این‌طور تعریف می-کنند: فرایندی که در آن یادگیرندگان اطلاعاتی راجع به کار خودشان و شباهت‌ها و تفاوت‌ها بین استانداردهای مرتبط با آن کار و کیفیت کار خودشان دریافت می‌کنند و عملکردشان را بهبود می‌دهند. در تعریف دیگری شوت بازخورد را چنین تعریف می‌کند: اطلاعاتی که به یادگیرندگان منتقل می‌شود تا طرز فکر یا رفتارشان را تغییر دهند و یادگیری حاصل شود.
همان‌طور که در تعاریف یاد شده مشاهده می‌کنید پارادایم جدید بازخورد به تعریف بازخورد در مهندسی نزدیکتر است.

### شکاف بازخوردی در آموزش
به فاصله بین استفاده واقعی و بالقوه از بازخورد در آموزش شکاف بازخوردی
یا پارادوکس بازخوردی
گفته می‌شود. این شکاف به دلایل متعددی ممکن است به‌وجود بیاید. برای مثال ممکن است دانشجویان نتوانند محتوای بازخورد را به درستی درک کنند یا برای تفسیر و به‌کارگیری آن نیاز به کمک داشته باشند. پژوهشگران فعال در زمینه آموزش پژوهشهای متعددی را برای بررسی ادراک دانشجویان از بازخورد انجام دادند و درصدد هستند که دریابند چه موانع احساسی و رفتاری مانع استفاده بهینه دانشجویان از بازخورد می‌شود
از روشهای تحلیل یادگیری نیز می‌توان برای جمع‌آوری داده‌های واکنش‌های دانشجویان به بازخورد و تحلیل کمی آن‌ها استفاده کرد. ایرج و همکاران در سال ۲۰۲۰ مقاله ای منتشر کردند که در آن با استفاده از دعوت به عمل واکنش‌های دانشجویان به بازخوردهای آموزشی را جمع‌آوری کردند و با استفاده از روشهای آماری واکنش دانشجویان به بازخوردها را پیش‌بینی کردند. به این روش توانستند الگوهایی را در واکنش‌های دانشجویان به بازخورد شناسایی کنند. این الگوها به بهبود مستمر فرایند بازخورد کمک می‌کنند و شکاف بازخوردی را کوچک‌تر می‌کنند
.

### بازخورد در بیوشیمی
در بحث آنزیم‌های تنظیمی اگر محصول نهایی (P) خود یک آنزیم تنظیم‌کننده دیگر باشد در آن صورت به آن مهارکننده پس خور یا مهارکننده بازخورد می‌گویند.